# Szobekemszaf (hivatalnok)

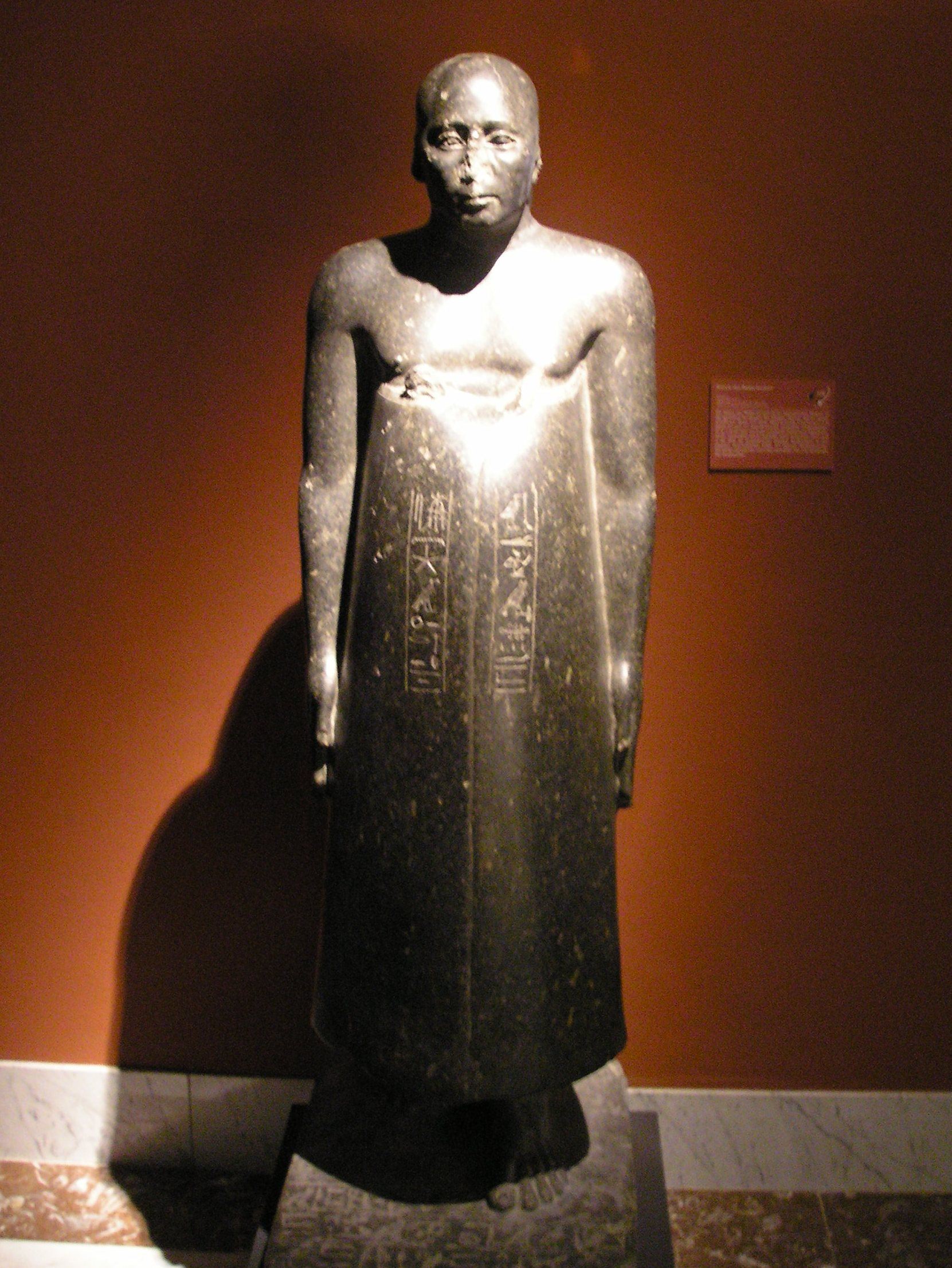
Szobekemszaf szobra Bécsben

Szobekemszaf (sbk-m-z3=f, „Szobek az ő védelmezője”) ókori egyiptomi hivatalnok, aki a XIII. dinasztia idején, i. e. 1700 körül élt. Főleg szobráról ismert, mely ma a bécsi Kunsthistorisches Museumban található.

## Élete
Szobekemszafnak több említése vagy ábrázolása is fennmaradt, köztük egy sztéléje a Louvre-ban (C13), egy sztéléje a kairói Egyiptomi Múzeumban (CG 20763), egy szobra a berlini Neues Museumban (katalógusszám: 2285), valamint csaknem életnagyságú szobra a bécsi Kunsthistorisches Museumban (katalógusszám: 5801). A szobor alapja a dublini Ír Nemzeti Múzeumban van (katalógusszám: 1889.503). Ezeken Szobekemszaf két címet visel: a sztéléken, valamint a berlini szobron magtárfelügyelőként szerepel, a bécsi szobron pedig „Théba hírnöke” (wḥmw n w3s.t), vagyis időközben előléptethették.
Szobekemszaf befolyásos családból származott. Apja, Deduszobek Bebi a vezír írnoka volt, anyja neve Duanofret. Apai nagybátyja, Nebanh királyi háznagy volt IV. Szobekhotep uralkodása alatt. Szobekemszaf testvére, Nubhaesz valamelyik fáraó felesége lett, bár nem tudni, melyiké.
A bécsi szobor igen jó minőségű műalkotás. Datálása jó ideig kérdéses volt; tudni, hogy Szobekemszaf testvére egy Nubhaesz nevű királyné volt, de a XIII. dinasztiabeli mellett ismert egy Nubhaesz királyné a XVII. dinasztiából is, így nem lehetett tudni, melyikük volt Szobekemszaf testvére. Ma azonban általánosan elfogadott, hogy a XIII. dinasztia idején élt, nem sokkal IV. Szobekhotep uralkodása után, mert legtöbb családtagja erre a korra datálható.

## Fordítás
- Ez a szócikk részben vagy egészben  a   Sobekemsaf (13th Dynasty) című angol Wikipédia-szócikk ezen változatának fordításán alapul.  Az eredeti cikk szerkesztőit annak laptörténete sorolja fel. Ez a jelzés csupán a megfogalmazás eredetét és a szerzői jogokat jelzi, nem szolgál a cikkben szereplő információk forrásmegjelöléseként.